# Fokker C-5
Fokker C-5 – amerykański samolot transportowy z lat 30. XX wieku, wojskowa wersja samolotu pasażerskiego Fokker F.10.

## Historia
W 1929 United States Army Air Corps zakupił jeden samolot Fokker F.10A, samolot wszedł do służby na wiosnę 1929 z oznaczeniem C-5. Samolot używany był głównie do przewożenia oficerów sztabowych bazy Bolling Field. C-5 mógł przewozić do dwunastu pasażerów, ze stosunkowo dużą jak na ówczesne czasy prędkością przelotową 225 km/h.
Przez krótki okres samolot używany był także jako latające laboratorium, jego oryginalne silniki Pratt & Whitney R-1340 Wasp zostały czasowe zastąpione nowymi Wright R-975 w celu ich ewaluacji.